# Alfa (Spezialeinheit des Inlandsgeheimdienstes der Ukraine)
Die Gruppe Alfa (ukrainisch Альфа) ist eine Spezialeinheit des ukrainischen Inlandsgeheimdienstes SBU.

## Geschichte
Nach dem Zerfall der Sowjetunion hatten die unabhängig gewordenen Sowjetrepubliken Bedarf nach eigenen Spezialkräften. Die heutige ukrainische Alfa-Gruppe ging im Juni 1994 aus den in der allen Teilrepubliken der Sowjetunion stationierten Alfa-Einheiten hervor. Sie untersteht seit 1996 der Abteilung für Terrorismusbekämpfung und Personenschutz des SBU. Der Name „Alfa“ wird weitergenutzt.

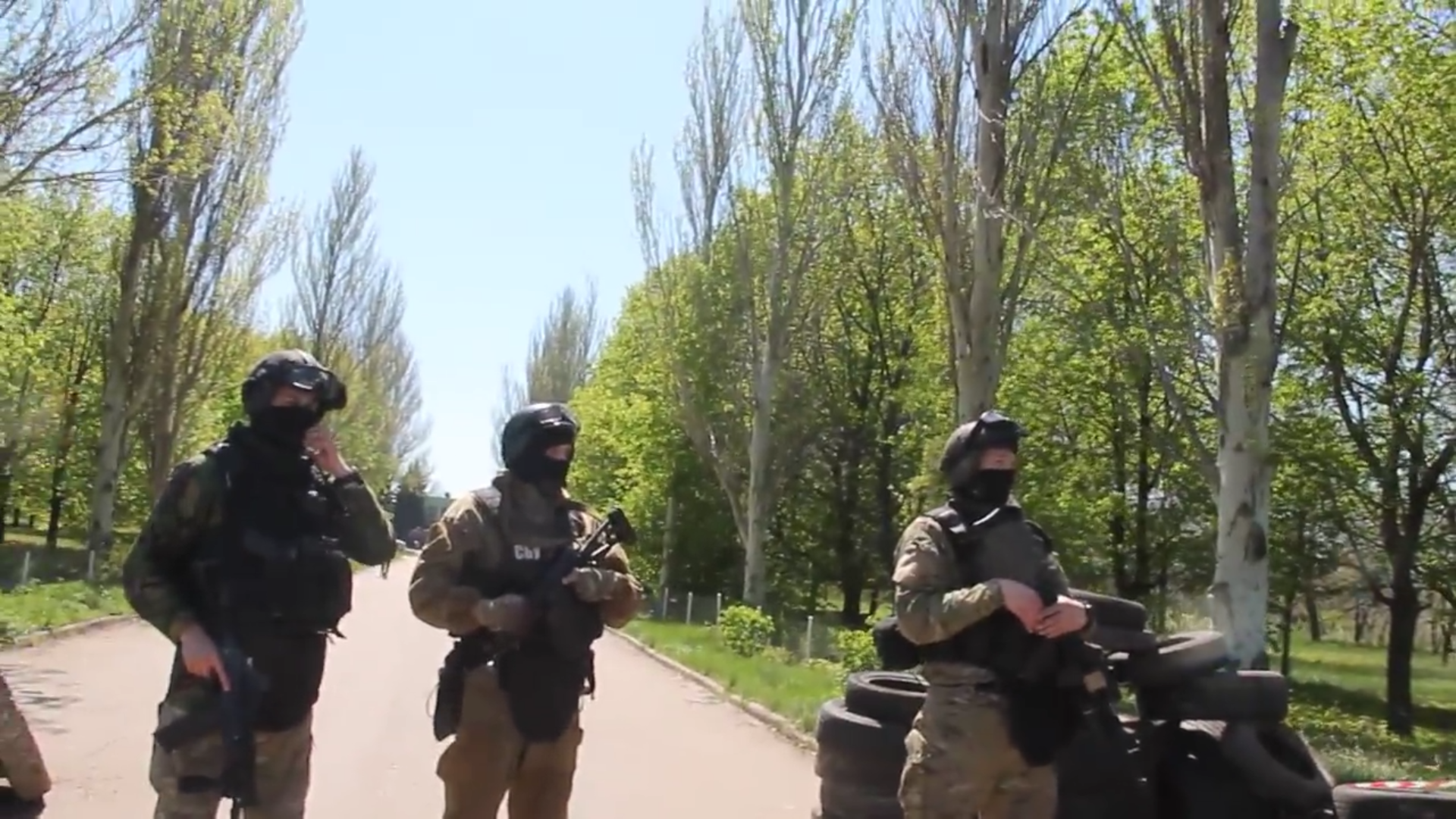
Alfa-Angehörige an einer Straßenblockade während der Schlacht von Kramatorsk im April 2014

### Euromaidan
Während des Euromaidan kamen auch Angehörige der Alfa-Einheit zur Bekämpfung der Oppositionellen zum Einsatz. Es waren unter anderem Scharfschützen des SBU, die auf Demonstranten schossen. Nach dem Sturz Janukowytschs wurde die Einheit reorganisiert.

### Ab 2014
Unter der neuen Regierung hatte die Einheit im April 2014 Einsätze gegen den Prawyj Sektor.
Ab Beginn des Krieges im Donbas operierte die Einheit gegen prorussische Separatisten, führte Kommandoeinsätze durch und kämpfte auch an der Front gemeinsam mit regulären Truppen der ukrainischen Armee. Während des Einsatzes im Donbas fielen mindestens zehn Angehörige der Spezialeinheit. Der erste von ihnen war Hennadij Bilitschenko.
Das ehemalige Alfa-Mitglied Alexander Chodakowski lief im Laufe der Ereignisse zur selbst proklamierten Volksrepublik Donezk über und gründete dort das Wostok-Bataillon, welches er auch kommandierte.

### Russische Invasion der Ukraine 2022
Seit Beginn des Überfalls auf die Ukraine ist die Alfa-Gruppe bei der Verteidigung im Einsatz. Laut ukrainischen Angaben schlugen Alfa-Angehörige am Beginn der Invasion eine tschetschenische Spezialeinheit zurück. Ebenso beteiligte sich die Einheit bei Gegenangriffen auf die Schlangeninsel 2022.
Während der ukrainischen Gegenoffensive im Raum Charkiw im Herbst 2022 war die Gruppe Alfa beteiligt. Es wurden Bilder veröffentlicht, die Kräfte der Alfa in Kupjansk zeigen.

## Organisation und Ausbildung

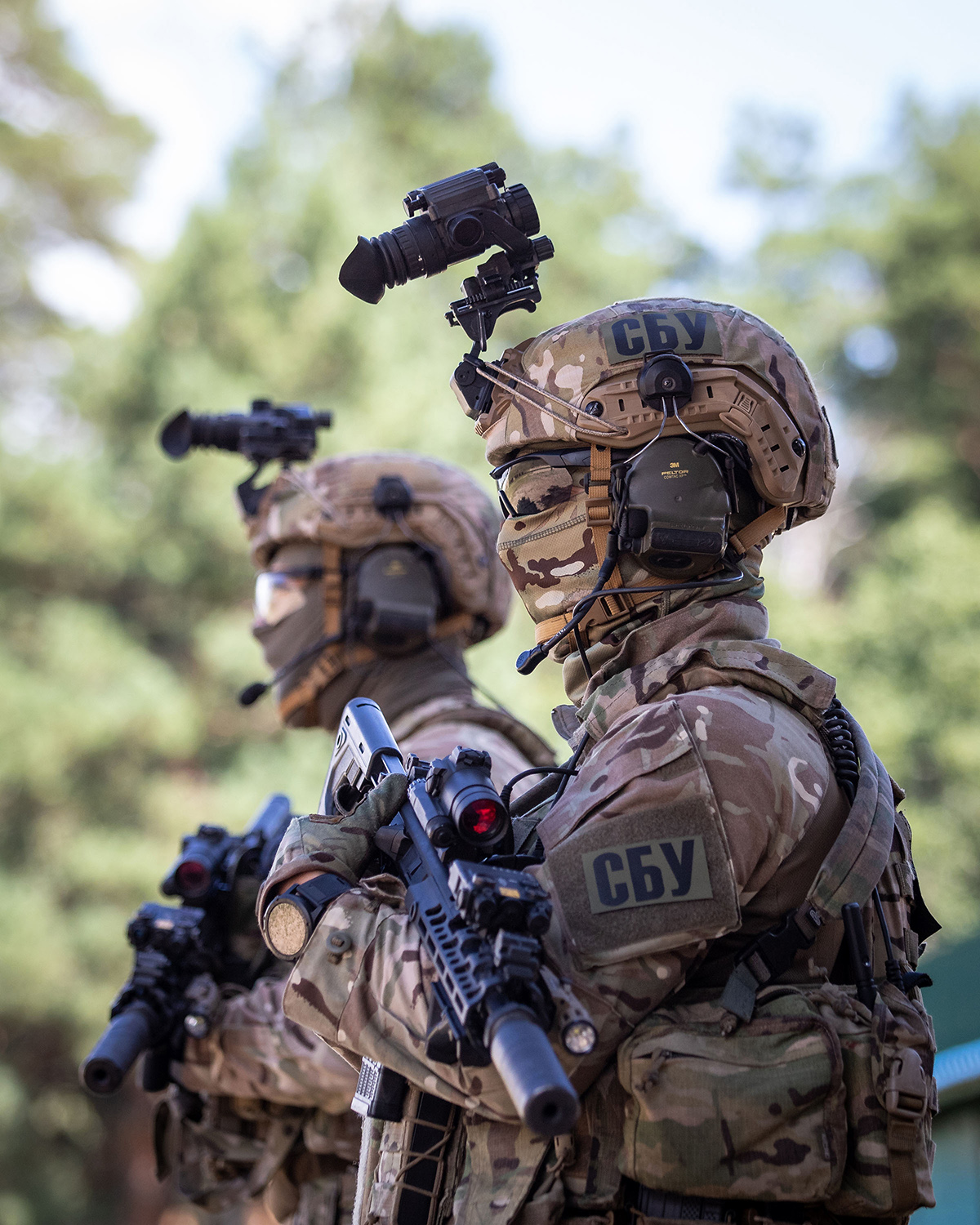
Zwei Alfa-Angehörige

Jedem regionalen Büro des SBU untersteht eine Task Force der Alfa-Gruppe.
Die Ausbildungsverfahren sind sehr hart und selektieren stark aus. Nach erfolgreichem Bestehen des Auswahlverfahrens absolvieren die Agenten neben Tauchen und Fallschirmspringen auch spezielle technische Schulungen. Dazu kommen umfangreiche Waffenausbildungen.
Der Alfa-Gruppe gehören ca. 200 Mitglieder an.

## Auftrag
Die Hauptaufgaben der Alfa-Gruppe gliedern sich in:
- Terrorismusbekämpfung
- Bekämpfung von bewaffneten Gruppen illegaler Organisationen als auch anderer Staaten
- Unterstützung anderer Abteilungen des SBU
- Personenschutz für Mitglieder des SBU als auch anderer öffentlichen Personen und staatlicher Autoritäten
- Unterstützung bei der Durchsetzung des Kriegsrechtes oder des Ausnahmezustands

Neben den hier aufgeführten Aufgaben partizipiert die Einheit seit 2014 auch zunehmend an militärischen Operationen in Zusammenarbeit mit den ukrainischen Streitkräften und anderen Spezialeinheiten der Ukraine.